# 肯琴
肯琴（波蘭語：Kętrzyn，發音：[ˈkɛntʂɨn] ⓘ）是波兰瓦尔米亚-马祖里省肯琴县的县治。肯琴旧称拉斯滕堡（德語：Rastenburg），1950年以历史学家沃伊切赫·肯琴斯基命名改为肯琴。
希特勒的其中一個軍事指揮部狼穴位於此地。

## 名人
- 卡尔·博吉斯劳斯·赖歇特：德国解剖学家
- 阿尔诺·霍尔茨：德国诗人、戏剧家

## 友好城市
- 乌克兰沃洛德米爾
- 德国韦瑟尔
- 波蘭兹拉特霍里
- 俄羅斯斯韦特雷